# 塞雷尼奥
塞雷尼奥（義大利語：Seregno）是意大利伦巴第大区蒙扎和布里安扎省的市镇。面积为13.01平方公里，2017年人口数量为45,189人。